# Serra del Pi (Perauba)
La Serra del Pi és una petita serra del terme municipal de Conca de Dalt, antigament del d'Hortoneda de la Conca, situada a la part nord i de llevant de l'antic terme. És, de fet, un contrafort de la Serra de Boumort. És en terres de l'antic poble de Perauba.
Està situada a prop del límit nord-est del terme municipal, en un contrafort que des del Serrat de Penalta davalla cap al nord. Queda a prop i a ponent de la Coma d'Orient. La Pista d'Hortoneda recorre bona part dels seus vessants oest i nord i la Pista de Boumort el de llevant.